# Monika Dąbrowska
Monika Czajkowska-Dąbrowska – polska prawniczka, profesor nauk prawnych, profesor nadzwyczajny
Uniwersytetu Warszawskiego, specjalistka w zakresie prawa cywilnego.

## Życiorys
W 1992 na Wydziale Prawa i Administracji Uniwersytetu Warszawskiego na podstawie dorobku naukowego oraz rozprawy pt. Sytuacja prawna autorów obcych w Polsce uzyskała stopień doktora habilitowanego nauk prawnych w zakresie prawa, specjalność: prawo cywilne. W 2013 prezydent RP Bronisław Komorowski nadał jej tytuł naukowy profesora nauk prawnych. Została profesorem nadzwyczajnym Uniwersytetu Warszawskiego.
W latach 1998–2020 członkini Biura Studiów i Analiz Sądu Najwyższego. Arbiter Komisji Prawa Autorskiego przy MKiDN.